# Karl Korab
Karl Korab, né le 26 avril 1937 à Falkenstein (Basse-Autriche), est un peintre autrichien.

## Biographie
Karl Korab étudie, après ses années de collège à Laa an der Thaya et Horn, à l'académie des beaux-arts de Vienne auprès de Sergius Pauser de 1957 à 1964. À partir de 1960, il participe à de nombreuses expositions en Autriche et à l'étranger.
Korab est un artiste très polyvalent. Son œuvre mélange la peinture à l'huile, le dessin, le collage, la sérigraphie et la lithographie. Il compose ainsi des paysages et des scènes de vie.